# Маропати
Маро̀пати (на италиански: Maropati, на местен диалект Maropàtri, Маропатри) е село и община в Южна Италия, провинция Реджо Калабрия, регион Калабрия. Разположено е на 239 m надморска височина. Населението на общината е 1581 души (към 2012 г.).